# Крючкова, Светлана Николаевна

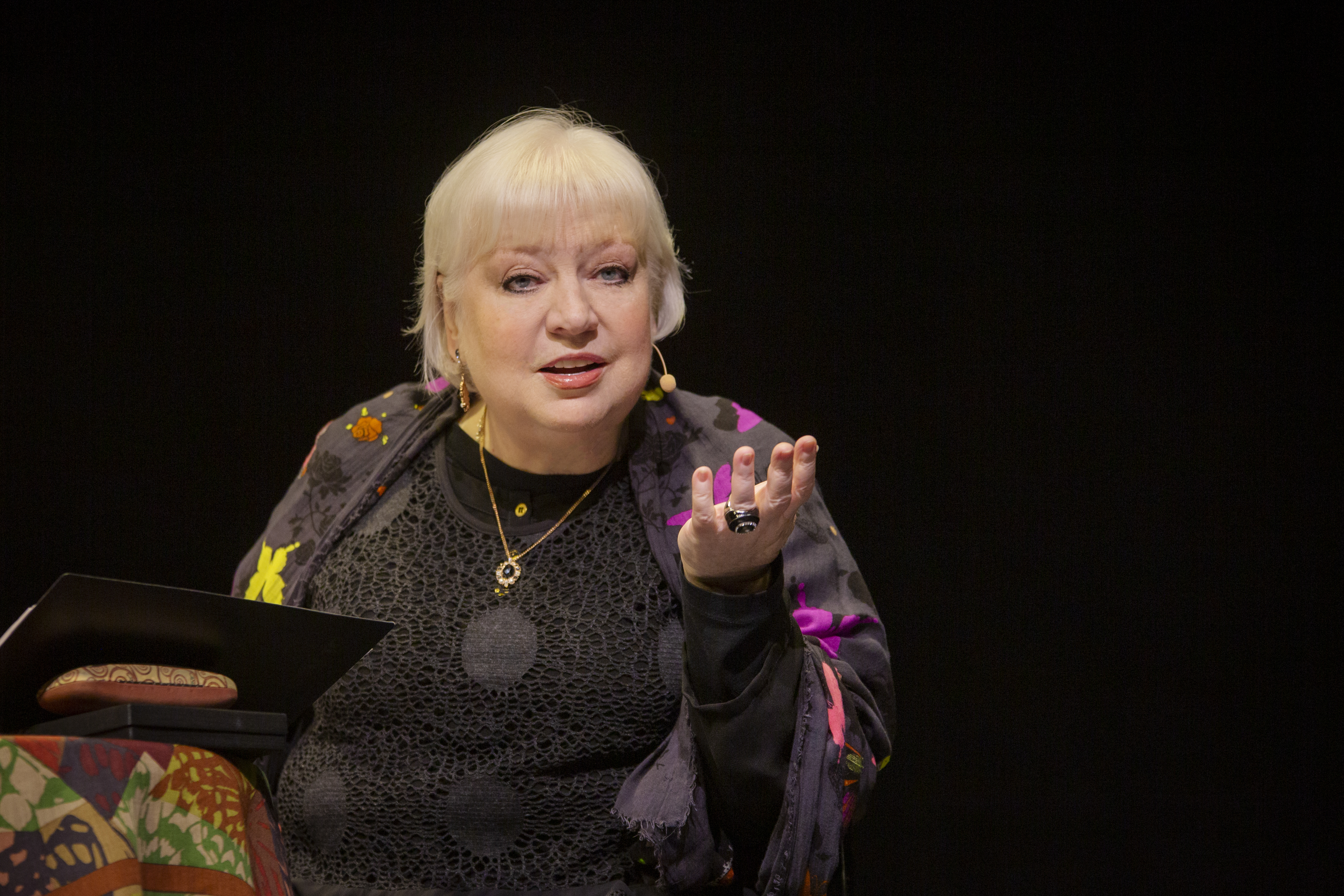
Светлана Крючкова. Выступление в Израиле. 2023 год

Светла́на Никола́евна Крючко́ва (род. 22 июня 1950, Кишинёв, Молдавская ССР, СССР) — советская и российская актриса; народная артистка РСФСР (1991), лауреат премии «Ника» (1990, 2010).

## Биография
Родилась 22 июня 1950 года в Кишинёве в семье военнослужащего. Отец Николай Фёдорович был родом из деревни Эрштермай Стрешинского района, ныне деревня Возрождение Жлобинского района Гомельской области, в годы войны майор СМЕРШ. Мать была родом из поморов. У Светланы были старшая сестра и младший брат.
После окончания школы собиралась поступать на филологический факультет. До поступления в Школу-студию МХАТ (1969) работала в разных местах. В 1967 году работала оператором вычислительного центра при ЦСУ Молдавской ССР. В 1968 — слесарь-сборщик на заводе имени Лихачёва. В 1969 году — старший препаратор в Кишинёвском сельскохозяйственном институте. С 1967 года поступала в театральные вузы Москвы, не удалось пройти в Щепкинское и Щукинское училища, ГИТИС. В 1969 году с третьего раза поступила в Школу-студию МХАТ на курс профессора В. П. Маркова, где её педагогами были Е. Морес, В. Богомолов, Е. Радомысленский.
В 1973 году окончила Школу-студию МХАТ и стала актрисой Московского Художественного театра. Поначалу использовали в амплуа роковой женщины. Высокая, статная, с волевым лицом и копной золотисто-рыжих волос, она воплощала на студенческой сцене образы женщин волевых, страстных, сильных. Несмотря на это, уже во МХАТе актриса сыграла чистую до святости Александрину Гончарову в пьесе «Александр Пушкин» («Последние дни») Михаила Булгакова. В то же время на телевидении Крючкова появилась в роли наивной и сентиментальной Нелли Леднёвой в телефильме «Большая перемена».
В конце первого курса она вышла замуж за актёра и поэта Михаила Стародуба, но по настоянию отца оставила себе свою фамилию. В 1975 году вышла замуж за Юрия Векслера и переехала в Ленинград (ныне Санкт-Петербург), где проживает до сих пор. С октября 1975 года — актриса Большого драматического театра.
Снималась в киножурнале «Ералаш».
В 2008 году была президентом кинофестиваля «Литература и кино» в Гатчине.
С 2014 года является президентом кинофестиваля «Виват кино России!» в Санкт-Петербурге. 
С 2016 года ведёт лабораторию актёрского мастерства при Союзе театральных деятелей РФ.

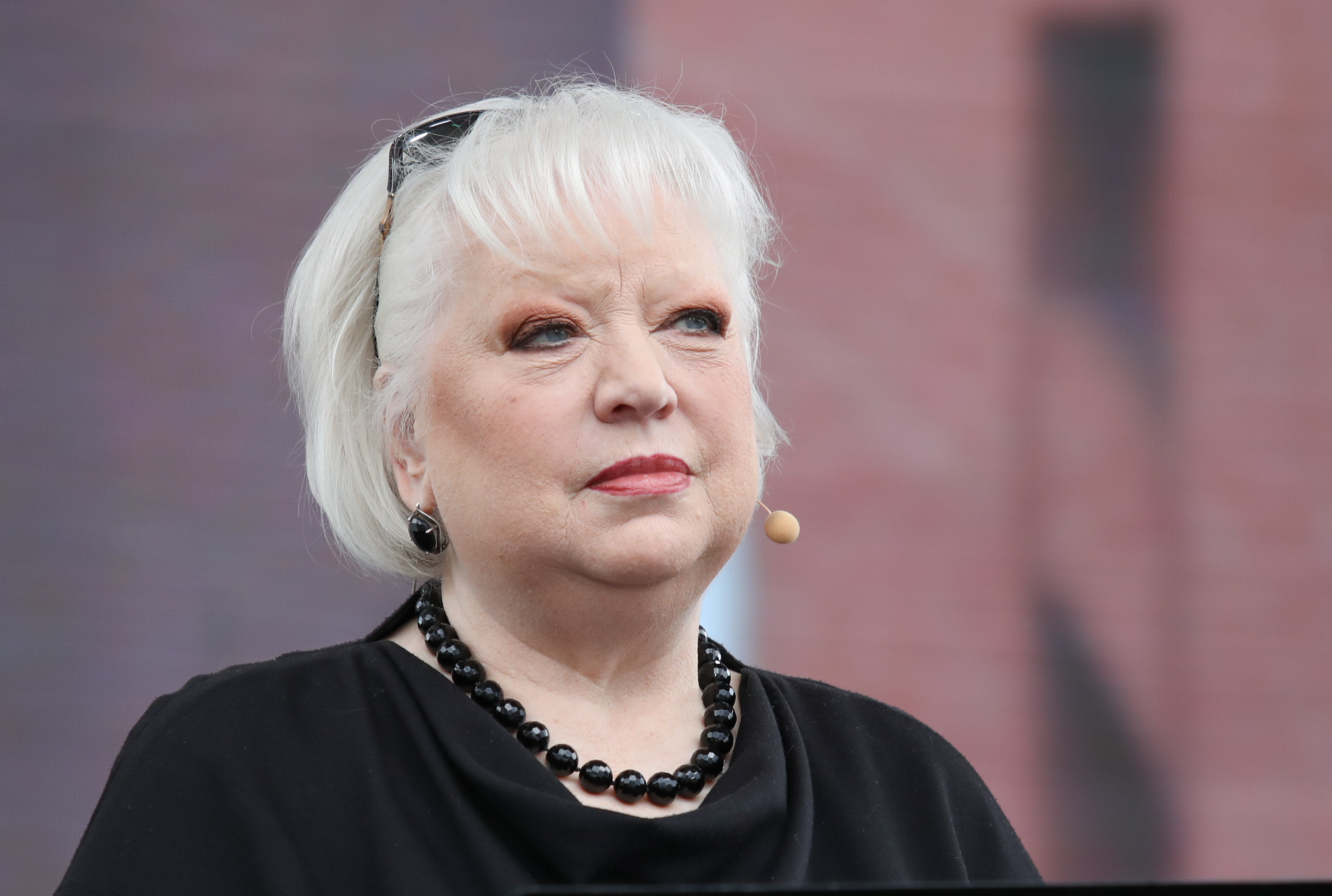
Светлана Крючкова на книжном фестивале «Красная площадь» — 2023

## Семья
Первый муж — Михаил Стародуб, поэт и актёр. В 1971 году окончил Школу-студию МХАТ.
Второй муж (1975—1988) — Юрий Векслер, кинооператор. Сын — Дмитрий Векслер (род. 14.08.1981).
Третий муж — Александр Молодцов, художник-декоратор. Сын — Александр Крючков (1990 г. р.).
От сыновей Дмитрия и Александра у Светланы Крючковой три внука.

## Признание и награды
Почётные звания:
- Заслуженная артистка РСФСР (4 октября 1983)
- Народная артистка РСФСР (20 мая 1991)

Ордена и медали:
- Медаль Пушкина (5 февраля 2009) — за большой вклад в развитие отечественного театрального искусства и многолетнюю плодотворную деятельность[9]
- Орден Дружбы (24 января 2018) — за заслуги в развитии отечественной культуры и искусства, многолетнюю плодотворную деятельность[10]

Другие награды, премии, поощрения и общественное признание:
- Приз Киевского международного кинофестиваля «Лучшая женская роль» в фильме «Луна в зените»
- Приз «Ника-1990» за лучшую роль второго плана в фильмах «Царская охота», «Оно», «СВ. Спальный вагон»
- Приз за лучшую женскую эпизодическую роль в фильме «Утомлённые солнцем» на кинофестивале «Созвездие» (1995)
- Премия Правительства Санкт-Петербурга в области литературы, искусства и архитектуры за 2009 год «За вклад в развитие киноискусства» (17 июня 2010) — за создание фильма «Похороните меня за плинтусом»[11]
- Приз «Ника-2010» за лучшую женскую роль в фильме «Похороните меня за плинтусом»
- Лауреат Царскосельской Художественной премии (2010)
- Лауреат Российской национальной актёрской премии имени Андрея Миронова «Фигаро» (2011)[12]
- Приз «За духовность в культуре» на кинофестивале «Виват кино России!» в Санкт-Петербурге (2016)[13].
- Почётная грамота Президента Российской Федерации (21 сентября 2020) — за заслуги в развитии отечественной культуры и искусства, многолетнюю плодотворную деятельность[14].
- Спецприз ММКФ «Верю. Константин Станиславский» (2020) — за покорение вершин актерского мастерства и верность принципам школы К. С. Станиславского[15].
- Лауреат VII Национальной анимационной премии «Икар» в номинации «Актёр» за работу в мультфильме «Ба» (2021)[16].
- «Золотая Маска» — «За выдающийся вклад в развитие театрального искусства» (2022)[17]
- Лауреат премии «Золотой софит» (2024) — за выдающийся вклад в театральную культуру Санкт-Петербурга[18].
- Медаль имени Михаила Чехова (2024, Дом русского зарубежья имени Александра Солженицына)[19].

## Творчество

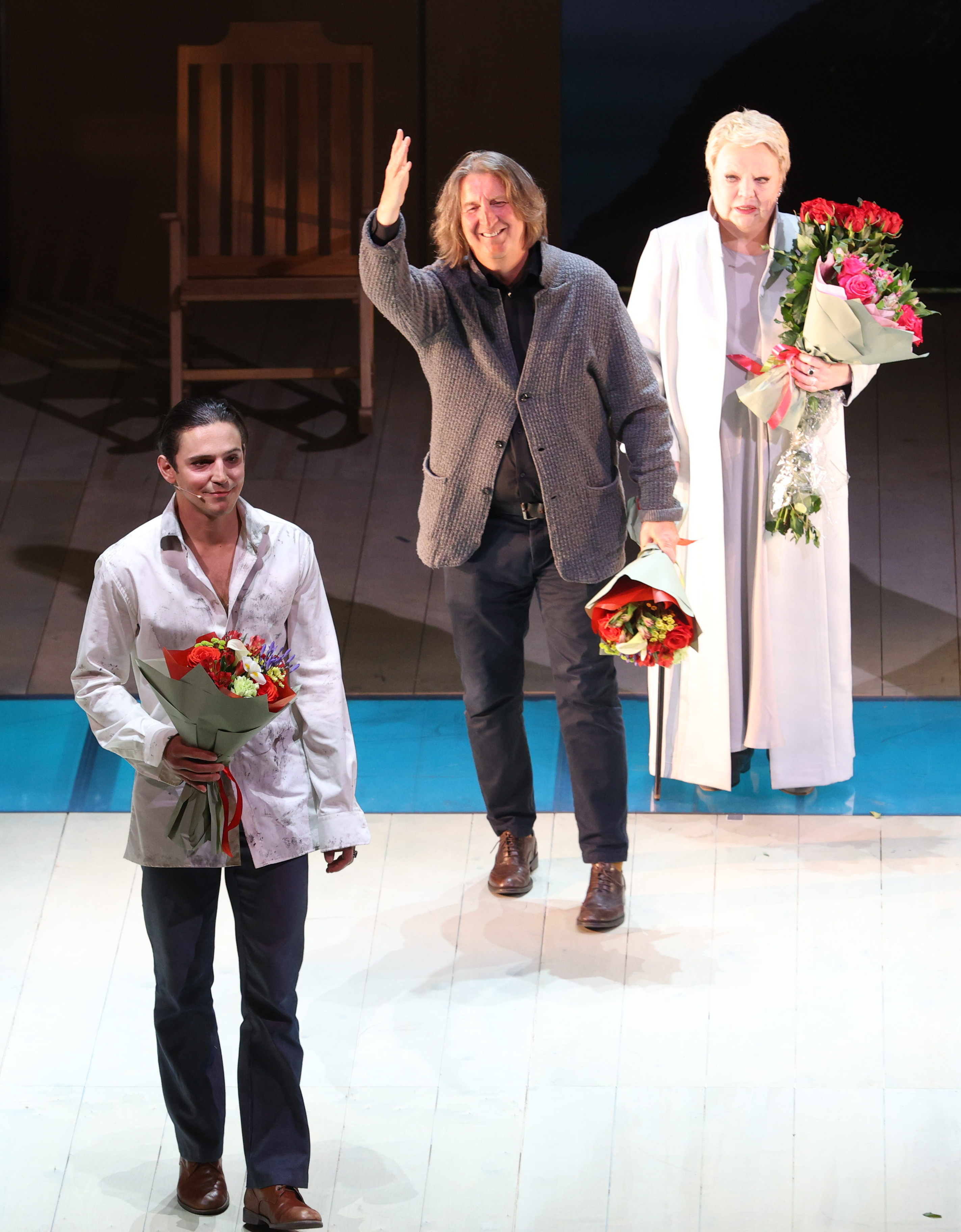
Иван Федорук, Роман Мархолиа и Светлана Крючкова на сцене БДТ

### Роли в театре

#### МХАТ имени М. Горького
- 1974 — «Синяя птица» Мориса Метерлинка — мать (ввод)[20]
- 1974 — «Последние дни» М. А. Булгакова. Режиссёр: Виктор Станицын — Александрина Гончарова
- 1975 — «Медная бабушка» Л. Г. Зорина — эпизод в сцене из «Пира во время чумы» А. С. Пушкина

#### БДТ
- «Кошки-мышки» И. Эркеня. Постановка Юрия Аксёнова — Илуш (ввод)
- «Король Генрих IV» У. Шекспира. Постановка Георгия Товстоногова — Молва (ввод)
- 1976 — «Фантазии Фарятьева» Аллы Соколовой. Постановка Сергея Юрского — Люба
- 1976 — «Дом на песке» Р. Ибрагимбекова. Постановка Юрия Аксёнова — Сестра
- 1977 — «Тихий Дон» по роману М. А. Шолохова. Постановка Георгия Товстоногова — Аксинья
- 1977 — «Жестокие игры» А. Н. Арбузова. Постановка Юрия Аксёнова — Маша
- 1980 — «Волки и овцы» А. Н. Островского. Постановка Георгия Товстоногова — Купавина
- 1983 — «Смерть Тарелкина» А. Н. Колкера. Постановка Георгия Товстоногова — Брандахлыстова
- 1983 — «Сёстры» Л. Разумовской, постановка Г. Егорова — Ольга
- 1985 — «На всякого мудреца довольно простоты» А. Н. Островского. Постановка Георгия Товстоногова — Мамаева
- 1987 — «На дне» М. Горького. Постановка Георгия Товстоногова — Василиса
- 1993 — «Вишнёвый сад» А. П. Чехова. Постановка А. Шапиро — Раневская
- 1997 — «Мамаша Кураж и её дети» Б. Брехта — Анна Фирлинг
- «Молодая хозяйка Нискавуори» Х. Вуолийоки
- 2015 — «Игрок» сцены из романа Ф. М. Достоевского. Постановка Р. Мархолиа, к 40-летию творческой деятельности — бабуленька, «крупье»
- 2019 — «Жизнь впереди» по одноимённому роману Эмиля Ажара. Постановка Р. Мархолиа — мадам Роза
- 2022 — «Привидения» Г. Ибсена — Элен Алвинг. Режиссёр Р. Мархолиа[21].

### Театр-студия Светланы Крючковой
Режиссёр-постановщик трёх спектаклей в рамках «Театра-студии Светланы Крючковой»:
- 2001 — «Домой!..» (памяти Янки Дягилевой) (Л. Разумовская); в нём же Крючкова исполнила роли Светлого и Тёмного Ангела
- 2004 — «Блаженный Островъ» по пьесе Н. Кулиша «Так погиб Гуска»
- 2005 — «Лисистрата» (Аристофан)

### Фильмография
| Год  |     | Название                                                         | Роль                                                                                      |
| ---- | --- | ---------------------------------------------------------------- | ----------------------------------------------------------------------------------------- |
| 1971 | ф   | Офицер запаса                                                    | секретарша                                                                                |
| 1972 | с   | Большая перемена                                                 | Нелли Леднёва                                                                             |
| 1973 | ф   | Жили три холостяка                                               | Ольга Атаманенко, штурман                                                                 |
| 1973 | ф   | Двое в пути                                                      | Катя Чумакова, сестра Оли                                                                 |
| 1974 | ф   | Три дня в Москве                                                 | Вера, одна из невест Германа Коробкова                                                    |
| 1974 | ф   | Друзья мои                                                       | жена Громова                                                                              |
| 1974 | ф   | Происшествие                                                     | Нина Осиповна, учительница биологии                                                       |
| 1974 | ф   | Вылет задерживается                                              | Анна Дмитриевна Шеметова (Нюша), старшая дочь                                             |
| 1975 | ф   | Долгие вёрсты войны                                              | Зина Богданова                                                                            |
| 1975 | ф   | Премия                                                           | Александра Михайловна Мотрошилова, крановщица                                             |
| 1975 | ф   | Пошехонская старина                                              | Надежда Васильевна                                                                        |
| 1975 | ф   | Не может быть!                                                   | Зинуля, любовница Барыгина-Амурского                                                      |
| 1976 | ф   | Старший сын                                                      | Наталья, возлюбленная Васеньки                                                            |
| 1976 | ф   | Мама, я жив                                                      | военная                                                                                   |
| 1976 | ф   | Всегда со мною…                                                  | Людмила                                                                                   |
| 1977 | ф   | Женитьба                                                         | Агафья Тихоновна Купердягина, невеста                                                     |
| 1978 | ф   | Объяснение в любви                                               | новобрачная                                                                               |
| 1978 | ф   | Безымянная звезда                                                | мадемуазель Куку                                                                          |
| 1979 | ф   | Пани Мария                                                       | Мария Тарасовна Зубрицкая                                                                 |
| 1979 | ф   | Вторая весна                                                     | Лида, жена погибшего друга                                                                |
| 1980 | тф  | Приключения Шерлока Холмса и доктора Ватсона                     | Агата, горничная в доме Милвертона                                                        |
| 1981 | ф   | Товарищ Иннокентий                                               | Прасковья                                                                                 |
| 1981 | ф   | Родня                                                            | Нина, дочь Марии Коноваловой                                                              |
| 1981 | тф  | Приключения Шерлока Холмса и доктора Ватсона: Собака Баскервилей | миссис Элиза Бэрримор, экономка Баскервилей / (до замужества — Селден), сестра каторжника |
| 1983 | ф   | Уникум                                                           | Эвелина Романовна, товаровед                                                              |
| 1983 | мтф | Если верить Лопотухину…                                          | Алла Константиновна, учительница математики                                               |
| 1983 | ф   | Гори, гори ясно…                                                 | Эмма                                                                                      |
| 1983 | ф   | Чучело                                                           | тётя Клава, парикмахерша, мама Марины                                                     |
| 1984 | ф   | Ольга и Константин                                               | Ольга                                                                                     |
| 1985 | ф   | Выйти замуж за капитана                                          | хозяйка «модного дома»                                                                    |
| 1985 | ф   | Змеелов                                                          | Зина, бывшая жена Павла                                                                   |
| 1986 | ф   | Курьер                                                           | Зинаида Павловна, секретарь редакции                                                      |
| 1986 | ф   | Воительница                                                      | Домна Платоновна                                                                          |
| 1986 | тф  | Я тебя ненавижу                                                  | Людмила Александровна Михайлова                                                           |
| 1987 | с   | Жизнь Клима Самгина                                              | Любовь Сомова                                                                             |
| 1987 | ф   | Дни и годы Николая Батыгина                                      | Кудиниха                                                                                  |
| 1989 | ф   | Светлая личность                                                 | Сегидилия Карповна                                                                        |
| 1989 | ф   | Князь Удача Андреевич                                            | Элина Романовна Большакова, учительница                                                   |
| 1989 | ф   | Оно                                                              | Амалия Карловна Штокфиш                                                                   |
| 1989 | ф   | Неприкаянный                                                     | снималась                                                                                 |
| 1989 | ф   | Это было у моря                                                  | Ираида Кузьминична                                                                        |
| 1989 | ф   | СВ. Спальный вагон                                               | Галина Николаевна                                                                         |
| 1989 | ф   | Искусство жить в Одессе                                          | тётя Хава Цудечкис                                                                        |
| 1990 | ф   | Первый этаж                                                      | Тамара Михайловна, мать Сергея                                                            |
| 1990 | ф   | Мой муж — инопланетянин                                          | Вера, подруга Люси                                                                        |
| 1990 | ф   | Царская охота                                                    | Екатерина II                                                                              |
| 1991 | ф   | Курица                                                           | Раскольникова Диана, актриса Дощатовского драматического театра (ДДТ)                     |
| 1992 | ф   | В той области небес…                                             | Настя                                                                                     |
| 1992 | ф   | Виновата ли я...                                                 | Имя персонажа не указано                                                                  |
| 1992 | ф   | Тьма                                                             | эпизод                                                                                    |
| 1992 | ф   | Глаза                                                            | мать Кости                                                                                |
| 1992 | ф   | Семь сорок                                                       | эмигрантка                                                                                |
| 1993 | ф   | В Багдаде всё спокойно                                           | снималась                                                                                 |
| 1993 | ф   | И вечно возвращаться...                                          | Клавдия                                                                                   |
| 1993 | ф   | Наводнение                                                       | Пелагея                                                                                   |
| 1993 | ф   | Убийца                                                           | Анна Дюкина                                                                               |
| 1994 | ф   | Исповедь незнакомцу                                              | Ольга                                                                                     |
| 1994 | ф   | Утомлённые солнцем                                               | Катя Мохова, домработница                                                                 |
| 1996 | ф   | Из ада в ад                                                      | надзирательница в концлагере                                                              |
| 1996 | тф  | Театр Чехонте. Картинки из недавнего прошлого                    | Любовь Петровна, предводительница                                                         |
| 1997 | ф   | Грешная любовь                                                   | следователь                                                                               |
| 1999 | ф   | Тоталитарный роман                                               | Полина, директор Дома культуры                                                            |
| 2000 | с   | Ералаш (выпуск № 140, сюжет «Супер»)                             | учительница математики                                                                    |
| 2000 | ф   | Старые клячи                                                     | Маша (Мария Ивановна), железнодорожница, ударница и диспетчер                             |
| 2001 | ф   | Блюстители порока                                                | Изабелла                                                                                  |
| 2001 | ф   | Серебряная свадьба                                               | Софья                                                                                     |
| 2002 | ф   | Русские страшилки                                                | Василиса Гавриловна Громова                                                               |
| 2003 | с   | Пятый ангел                                                      | Алевтина Петровна Маленькая, бухгалтер                                                    |
| 2004 | с   | Прощальное эхо                                                   | мать Оксаны                                                                               |
| 2005 | ф   | Одна тень на двоих                                               | Знаменская, кардиохирург                                                                  |
| 2005 | с   | Брежнев                                                          | Виктория Петровна Брежнева                                                                |
| 2005 | с   | Риэлтор                                                          | Валентина Павловна Суслова, маклер                                                        |
| 2006 | с   | Сонька — Золотая Ручка                                           | одесская бандерша                                                                         |
| 2006 | ф   | Птица счастья                                                    | Ирина Фёдоровна                                                                           |
| 2006 | ф   | Дюймовочка                                                       | Жаба                                                                                      |
| 2007 | с   | Юнкера                                                           | мать Александрова                                                                         |
| 2007 | с   | Ликвидация                                                       | тётя Песя                                                                                 |
| 2007 | с   | Литейный                                                         | Ирина Васильевна Кузнецова, жена генерала                                                 |
| 2007 | ф   | Артисты                                                          | женщина с веером                                                                          |
| 2007 | ф   | Луна в зените                                                    | Анна Ахматова                                                                             |
| 2008 | ф   | Похороните меня за плинтусом                                     | Нина Антоновна, бабушка Саши Савельева                                                    |
| 2008 | ф   | Полторы комнаты, или Сентиментальное путешествие на родину       | Анна Ахматова                                                                             |
| 2009 | кор | Никто не придёт назад                                            | женщина на скамейке                                                                       |
| 2009 | с   | Одержимый                                                        | Наталья Ивановна Макарова, судмедэксперт-патологоанатом                                   |
| 2009 | с   | Ералаш (выпуск № 176, сюжет «Спасите наши уши!»)                 | Ольга Борисовна, учительница                                                              |
| 2010 | с   | Семейный дом                                                     | Галина Алексеевна, мама Дмитрия Соколова                                                  |
| 2012 | ф   | Поклонница                                                       | писательница                                                                              |
| 2013 | ф   | F63.9 Болезнь любви                                              | Роза Борисовна Мойжес, профессор                                                          |
| 2013 | с   | Шерлок Холмс                                                     | королева Виктория                                                                         |
| 2019 | ф   | Одесский пароход                                                 | гостья на свадьбе                                                                         |
| 2025 | ф   | Двое в одной жизни, не считая собаки                             | Людмила Павловна                                                                          |

#### Озвучивание фильмов
| Год  |   | Название             | Роль                                  |
| ---- | - | -------------------- | ------------------------------------- |
| 1976 | ф | Кадкина всякий знает | врач в больнице                       |
| 1985 | ф | Зимняя вишня         | голос жены Вадима в телефонной трубке |

#### Озвучивание мультфильмов
| Год  |    | Название   | Роль          |
| ---- | -- | ---------- | ------------- |
| 1979 | мф | Дядюшка Ау | соседка снизу |

#### Телеспектакли
- «Вот такие истории… История 3. Не с первого взгляда» (1974) — Валя — по повести Елены Каплинской[24].
- «Последняя альтернатива» (1978) — по мотивам романа Айзека Азимова «Обнажённое солнце».

## Телевидение

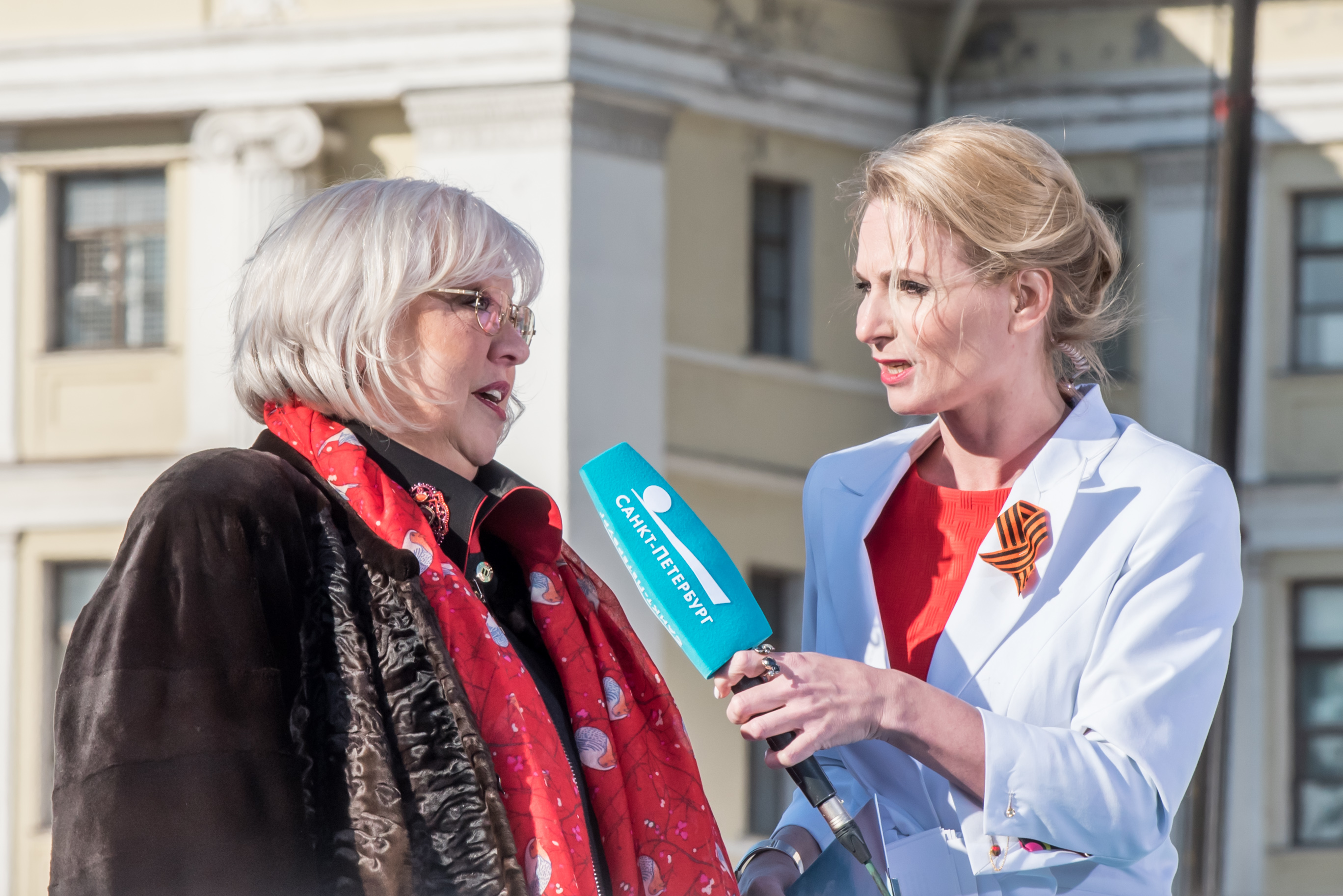
Интервью телеканалу «Санкт-Петербург» 9 мая 2019 года

В 2005—2009 годах Светлана Крючкова вела интеллектуальную телевизионную игру «К доске!» на ТРК «Петербург — 5-й канал». Игра была рассчитана на взрослую и детскую аудиторию.

## Документальные фильмы
- «Светлана Крючкова. „Я любовь узнаю по боли…“» («ТВ Центр», 2010)[28]
- «Светлана Крючкова. „Я научилась просто, мудро жить…“» («Первый канал», 2014)[29]